# Podiagouiné
Podiagouiné  è una città e sottoprefettura della Costa d'Avorio appartenente al dipartimento di Man. Conta una popolazione di 21 694 abitanti (censimento 2014).